# Héctor Biuchet
Héctor Biuchet (Lomas de Zamora, provincia de Buenos Aires, Argentina; 23 de agosto de 1932-30 de septiembre de 2018) fue un actor de cine, teatro y televisión.

## Actividad profesional
Desarrolló una extensa carrera profesional en el teatro, participando en más de 60 obras entre las cuales se recuerdan en especial La verdad sospechosa (1968), de Juan Ruiz de Alarcón; El conventillo de la Paloma, de Alberto Vacarezza; Chúmbale, de Oscar Viale; La gotita y las obras de Bertolt Brecht, Galileo Galilei, y La ópera de dos centavos. Estuvo radicado en Venezuela entre 1975 y 1979 y en ese país además de trabajar en televisión protagonizó la obra El gran deschave. En cine a mediados de la década de 1960
intervino en La venganza del sexo (1966) y La bestia desnuda (1967), dos filmes dirigidos por Emilio Vieyra que con el tiempo se llegaron a ser consideraron valiosas por los amantes del cine psicotrónico; su papel más importante en cine fue en la película Espérame mucho dirigido por Juan José Jusid.
En televisión, además de su trabajo en diversos ciclos, resalta su labor en el papel de Guevara, uno de los asesinos contratados en la serie El pulpo negro. En 2014 fue homenajeado por la Fundación SAGAI como reconocimiento a su trayectoria artística.

## Filmografía
Intervino en las siguientes películas:
- Espérame mucho (1983) …Jean Romani
- Don Carmelo Il Capo (1975)
- Así es Buenos Aires (1974)
- Rolando Rivas, taxista (1974)
- Yo tengo fe (1974) …Asistente de Martín
- Quebracho (1974)
- Crimen en el hotel alojamiento (1974)
- Digan lo que digan (1967)
- La bestia desnuda (1967) …Policía
- La venganza del sexo (1966) …Policía
- Del cuplé al tango (1959)

## Televisión
- El Tabarís, lleno de estrellas (película) (2012)
- Cara a cara (serie) (2007)
- Como pan caliente (serie) (1996)
- Poliladron (serie) (1995)
- Tiempo cumplido (serie) (1987)
- Vínculos (película) (1987) …Fernando
- El pulpo negro  (miniserie) (1985)…Guevara
- Las 24 horas (serie) (1981-1982)
- Los siete pecados capitales (serie) (1982)
- El ciclo de Guillermo Bredeston y Nora Cárpena (serie) (1981)
- Teatro de humor (serie) (1981)
- Teatro como en el teatro (serie) (1973-1975)
- Valentina (serie) (1975)
- Alberto Vilar, el indomable (serie) (1974)
- El teatro de Jorge Salcedo (serie) (1974)
- Humor a la italiana (serie) (1973-1974)
- Narciso Ibáñez Serrador presenta a Narciso Ibáñez Menta (serie) (1974)
- Teatro argentino (serie) (1973)
- Rolando Rivas, taxista (serie) (1972) …Asistente Lobato
- Alta comedia (serie) (1971) … Christopher
- Otra vez Drácula (miniserie) (1970) …Doctor
- Un pacto con los brujos (serie) (1969)... Roberto Funtes[6]
- Los doce del signo (serie) (1969)…panelista
- Muchacha italiana viene a casarse (serie) (1969) … Héctor

## Teatro
Algunas de las obras teatrales en que intervino fueron:
- Promesas, promesas (Intérprete)
- Cuento de nunca acabar (intérprete)
- El dedo gordo (Intérprete)
- Desván (Puesta en escena, Director)